# Fauna (Enzyklopädie)
Fauna – Das große Buch über das Leben der Tiere ist eine zoologische Fachenzyklopädie, die zwischen 1971 und 1973 herausgegeben wurde. 

## Geschichte und Beschreibung
Die zoologische Fachenzyklopädie Fauna – Das große Buch über das Leben der Tiere wurde zwischen 1971 und 1973 vom Novaria Verlag veröffentlicht. Sie besteht aus 10 Bänden und einem Register-Band, der aber auch Ergänzungen enthielt. Ursprünglich erschien das Werk als Heftreihe und als Übersetzung aus dem Spanischen (Salvat Verlag, Barcelona).
Das Vorwort stammte von Konrad Lorenz, das Geleitwort vom damaligen WWF-Präsidenten Prinz Bernhard der Niederlande. Die Bände 1 bis 3 behandelten Afrika, 4 bis 6 Eurasien und Nordamerika, 7 Südasien, 8 Südamerika, 9 Australien und 10 die Ozeane. Das Besondere war eine Anordnung nach Lebensräumen und Ökogemeinschaften wie Savanne, Tundra, Dschungel, Wüste. Eingeschobene Kapitel behandelten Klassen, Ordnungen, und Familien sowie kurze Übersichten der einzelnen Arten mit Karten zum Verbreitungsgebiet. Die Bände waren durch zahlreiche Fotos, Diagramme und Zeichnungen illustriert und hatten jeweils rund 300 Seiten.
Wissenschaftlicher Berater der deutschen Ausgabe war Theodor Haltenorth. Die Redaktion hatte der Naturfilmer Félix Rodriguez de la Fuente, verantwortlicher Herausgeber war der Philosoph und Naturschützer Jesús Mosterín, Chefredakteur der deutschen Ausgabe Claus Hilschmann. Als wissenschaftliche Mitarbeiter sind angegeben: Javier Castroviejo, Cosme Morillo, Miguel Delibes, Carlos G. Vallecillo. Die deutsche Übersetzung stammte von Elisabeth Stiefenhofer und Gernot Keuchen. 
Erklärtes Ziel der Zusammenarbeit von Félix Rodriguez de la Fuente und Jesús Mosterin war der Vernichtung der natürlichen Lebensräume und dem Artensterben durch Vermittlung von Wissen über Tiere in ihrer natürlichen Umwelt entgegenzuwirken.

## Bibliografische Angaben
- Fauna – Das große Buch über das Leben der Tiere. 11 Bände. Novaria, München 1971–1973, ISBN 3-87991-040-5, DNB 540313998.
  - Band 1: Afrika. Novaria, München 1971, DNB 740134779.
  - Band 2: Afrika. Novaria, München 1971, DNB 740146661.
  - Band 3: Afrika. Novaria, München 1971, DNB 740578197.
  - Band 4: Eurasien und Nordamerika. Novaria, München 1971, DNB 740353179.
  - Band 5: Eurasien und Nordamerika. Novaria, München 1971, DNB 740249320.
  - Band 6: Eurasien und Nordamerika. Novaria, München 1971, DNB 740361139.
  - Band 7: Südasien. Novaria, München 1971, DNB 740361147.
  - Band 8: Südamerika. Novaria, München 1971, DNB 740361155.
  - Band 9: Australien und Inseln. Novaria, München 1971, DNB 740496905.
  - Band 10: Weltmeere. Novaria, München 1973, DNB 740541870.
  - Band 11: Register. Novaria, München 1971, DNB 740578200.